# João Rodrigues da Câmara
João Rodrigues da Câmara (c. 1460 - 1502), membro da família Gonçalves da Câmara, era filho de Rui Gonçalves da Câmara, tendo-lhe sucedido como 4.º capitão do donatário da ilha de São Miguel (sendo o segundo da família a exercer o cargo).
Era casado com D. Inês da Câmara, dama ao serviço da Infanta D. Beatriz, e tinha bom relacionamento na corte portuguesa - de facto, o filho primogénito, Rui Gonçalves da Câmara de seu nome (tal como o avô) estava em Lisboa a completar a sua educação, e o filho segundo era noviço em Alcobaça, o que mostra o crescente entrosamento da família com a corte portuguesa. Prosseguiu a política de atracção de povoadores para as ilhas dos Açores já anteriormente seguida por seu pai. Faleceu precocemente em Lisboa no ano de 1502, deixando a viúva na ilha de São Miguel com os quatro filhos ainda menores.
O governo da capitania foi assumido interinamente (até 1504) por Pedro Rodrigues da Câmara, seu irmão, até que o filho de João Rodrigues da Câmara completasse a maioridade.